# Escuela de Especialidades Sargento 1.º Adolfo Menadier Rojas
La Escuela de Especialidades Sargento 1.º Adolfo Menadier Rojas es un instituto militar de Nivel Superior, reconocido por el Ministerio de Educación de Chile y es el encargado de formar a los futuros Suboficiales como Técnicos de Nivel Superior de la Fuerza Aérea de Chile. Se encuentra ubicada en Santiago de Chile en la comuna de El Bosque
Su actual director es el coronel de Aviación (A) Humberto Fernández Pittari

## Misión
La Escuela de Especialidades "Sargento 1° Adolfo Menadier Rojas" es el Instituto Matriz y de educación superior, cuya misión es ejecutar el Proceso de Formación del Personal del Cuadro Permanente que la Fuerza Aérea requiere para el cumplimiento de su misión.
Así mismo, ejecutar los Cursos Especiales para la formación de Especialistas que satisfagan necesidades institucionales en los Escalafones de los Servicios.

## Visión
Entregar Personal del Cuadro Permanente de excelencia, con arraigados valores Institucionales, para dar cumplimiento a la misión de la Fuerza Aérea de Chile. 

## Historia

### Creación de la Escuela de Mecánicos
El origen de la Escuela de Mecánicos se remonta al 15 de julio de 1920, conocida como “Fábrica y Maestranza”, destinada a la preparar técnica y militarmente al personal subalterno requerido. Esta sección derivó en la sección “Maestranza y Parque Central de Aviación”, la que entre sus funciones, era responsable de la mantención del material aéreo y de la instrucción para mecánicos. 
Producto del auge de la Fuerza Aérea de Chile en la década del ´30, en donde ya se contaba con una dotación de más de 160 aviones de diferentes capacidades, se hace imperiosa la necesidad de formar mecánicos que tuviesen una preparación acorde con los programas de avanzada en el área técnica. Para esta tarea se nombró al ingeniero 3.º Eugenio Tixier, Director del primer Curso de Perfeccionamiento de Mecánicos, quien con el apoyo de los Comandantes Luis Basaure y Alfredo Gertner, comenzando a funcionar el primer Curso de Perfeccionamiento de Mecánicos el 15 de julio del año 1935, siendo conformado por nueve alumnos, ocho de ellos correspondieron a personal con distintos grados de suboficial de la Institución y un extranjero. 
Seguido a esto un 16 de octubre de 1939, el presidente de la República Don Pedro Aguirre Cerda, firma el Decreto Supremo N.º 666, correspondiente a la fundación de la Escuela de Especialidades, establecimiento de instrucción militar y técnico-profesional para formar, preparar e instruir al personal técnico de Suboficiales y Soldados, de acuerdo a las necesidades de la Institución. La idea general consistía en graduar anualmente a un grupo determinado de suboficiales y soldados, con el fin de incrementar la dotación del personal en las diferentes Unidades y reparticiones a lo largo del país.

## Proceso Formativo
El Alumno se formará como un Suboficial dispuesto a asumir la responsabilidad de desarrollar funciones y tareas propias de la operación, para el cumplimiento de la misión, dedicando todo su esfuerzo en mantener el orden, la disciplina y velar por la buena camaradería dentro de la Escuela, es por eso que comparten campañas, ejercicios, actividades deportivas, clases seglares y tiempo libre en sana compañía.

#### Especialidades Impartidas
Asimismo, la Carrera del Suboficial, que imparte la Escuela de Especialidades "Sargento 1º Adolfo Menadier Rojas", se sustenta en el desarrollo de competencias del más alto nivel técnico superior, aplicando sus conocimientos y destrezas en áreas específicas como:
- Artillería Antiaérea
- Infantería de Aviación
- Tripulación de Aeronaves
- Aerofotogrametría
- Mecánica de Sistemas de Aeronaves
- Mecánica de Motores de Aeronaves
- Mecánica de Estructura de Aeronaves
- Mecánica de Equipos Terrestres de Apoyo
- Armamento
- Control de Mantenimiento y Materiales
- Electricidad y Electrónica de Aeronaves
- Telecomunicaciones
- Computación e Informática
- Controlador Militar de Tránsito Aéreo
- Administración de Abastecimiento
- Administración de Personal
- Administración de Finanzas
- Administración de Oficina

## Grado Jerárquico
Grados jerárquicos que un Suboficial puede alcanzar a lo largo de su carrera, y la cantidad de años que debe permanecer en el grado:

#### Clases
- Cabo - 3 años
- Cabo 2° - 6 años
- Cabo 1° - 6 años
- Sargento 2° - 5 años

#### Suboficiales
- Sargento 1° - 5 años
- Suboficial - 5 años
- Suboficial Mayor - 4 años

## Himno
Himno de la Escuela de Especialidades " Sargento 1° Adolfo Menadier Rojas"
I
Camaradas, marchemos henchidos
Nuestros pechos de satisfacción
Con mirada serena y radiante
Al compás de esta nueva canción.
II
Juventud que en ardiente anhelos,
Se extasía al rugir del motor
De los cóndores de alma de acero
Con emblemas de la Institución.
III
En fugaces siluetas desfilan,
Por la senda infinita y azul
Los potentes aviones que accionan
Esas hélices al despegar.
IV
Son el fruto de nuestros desvelos,
De fatigas, vigilias sin fin,
Persiguiendo el vehemente deseo
De ver grande a nuestra Institución.